# Martí Figueras i Gili
Martí Figueras i Gili (Sant Martí Sarroca, Alt Penedès, mitjan segle xix — Sant Martí Sarroca, Alt Penedès, 1925), conegut com "el Vell Saquetes", fou un pagès i folklorista català.
Fou un pagès i folklorista amateur molt popular durant la segona meitat del segle xix i principis del segle xx. Tot i ser pagès, es va dedicar durant gran part de la seva vida a recopilar textos de drames i representacions populars. Tota aquesta recopilació de textos la va descobrir i donar a conèixer l'estudiós Pere Grases i Gonzàlez, després de visitar la masia on va viure Figueras. Una de les recopilacions més destacades del "Vell Saquetes" fou la versió del "Ball d'en Serrallonga", que ha gaudit de diverses representacions a la geografia catalana. i fins i tot s'ha recollit en un llibre manuscrit, on s'inclouen textos manuscrits inèdits del ball, entre els quals dos de Martí Figueras, de 1886 i 1900.